# میدوی، شهرستان بدفورد، تنسی
میدوی (به انگلیسی: Midway) یک منطقهٔ مسکونی در ایالات متحده آمریکا است که در شهرستان بدفورد، تنسی واقع شده‌است. میدوی ۲۴۲٫۹۳ متر بالاتر از سطح دریا قرار دارد.